# ザ・リバティ
『ザ・リバティ』（The Liberty）は、幸福の科学出版が発行する日本の月刊雑誌。1995年3月30日創刊。毎月30日発売。
ザ・リバティ（The Liberty）は、幸福の科学出版によって商標登録されている 。

## 年表
- 1995年 - 1995年5月号で創刊。雑誌サイズ A4変形判、平綴じ、ページ数128前後、定価800円（本体777円）。
- 1996年 - No.14号（1996年6月号）より、雑誌サイズ B5判への変更、定価の変更。
- 2010年 - 11月にインターネットサイトThe Liberty web をスタート。

## 歴代編集長
| 代 | 編集長   | 在任期間                        |
| -- | -------- | ------------------------------- |
| 1  | 坂口竜勝 | 創刊号1995年5月号 - 1996年3月号 |
| 2  | 小林早賢 | 1996年4月号 - 1998年5月号       |
| 3  | 森香樹   | 1998年6月号 - 2003年1月号       |
| 4  | 里村英一 | 2003年2月号 - 2010年10月号      |
| 5  | 綾織次郎 | 2010年11月号 - 2020年4月号      |
| 6  | 小林早賢 | 2020年5月号 - 現在              |

## 増刊号・号外
- 2009年9月号別冊、8月11日刊行。通巻175号「幸福実現党の政策とは」
- 号外、2009年7月23日「大川隆法が幸福実現党総裁に就任」

## 内容

### 連載
連載中
- 『人生の羅針盤』対機説法シリーズ、質疑応答より - 大川隆法（1997年1月号 - ）
- 『リバティ・オピニオン』時事問題解説 - 編集部
- 『宗教学のいま』 - 編集部
- 地域企画『日本の世界遺産』 - 編集部
- 政界深層メモ - 宇田川敬介
- 『音楽旅行への誘い（いざない）』 - 田畑直之
- 『中南海インサイド・ウォッチ Inside Watch』 - 相馬勝（ジャーナリスト）
- サバイバルの国際政治講座 日本人のための「戦略格言」 - 奥山真司（地政学者）
- 予知能力者たちの未来図 - 加州良樹
- 『現代に生かす 金言・名言』　－　国司義彦（生き方探検倶楽部主宰）
- リサーチ・世界の指導者 - 編集部
- 小説『サインSign』 - 和田飛翔
- 『クロスプレー～心技体の新常識～』 - 小林信也（スポーツライター）
- 『UFOパニック』 - 編集部
- 漫画『リアル・パニック』 - 菊池としを
- 山口敏太郎の『ミステリー直言』 - 山口敏太郎（作家・超常現象研究家）

### 連載終了
- 『30歳からの肉体改造レッスン』肥満治療第一人者 - 大野誠
- THE OPINION 正義の見方 （創刊号 - ）
- ストップ・ザ・ヘアヌード （創刊号 - 1995年）
- 歴史転生シリーズ 過去世物語（創刊号 - ）
- トップをめざせ！ スーパーエリートへの道（創刊号 - ）
- いじめ撃退法 こどもを守ろう（創刊号 - 1995年7月号）
- トワイス・ボーン 第二の誕生 真実の世界観への目覚め（創刊号 - ）
- 心のエステ 素敵な女性は心を磨く（創刊号 - ）
- リバティ暖話 社会の光を見詰め、人間のぬくもりを伝える（創刊号 - ）
- 日本経済を考える ドル恐慌の足音、小林早賢（1995年8月号 - 10月号）
- 社長のための仏法真理、山本無執　（1995年10月号 - ）
- 「老い」と向き合う （1995年12月号 - ）
- 「ブッダ・ロード」インド フォトレポート（1996年1月号 - ）
- 「温・故・知・新」－あの偉人が今（1996年1月号 - ）
- 「あの世からの旅人」（1996年1月号 - ）
- リバティ流「人生相談」もう、ひとりでは悩まない（1996年6月号 - 8月号）
- 「医療相談」心とからだを好きになる!（1996年6月号 - ）
- 主エル・カンターレの歴史観を追う「未来を開いた偉人たち（1996年6月号 - ）
- チエおばあちゃんの「なるほど!新・子育て」（1996年8月号 - ）
- 天使のモーニングコール版人生相談「幸福への招待」（1996年9月号 - 1997年3月号）全7回
- 歴史と神話の、ほんとうを探しに「ギリシア愛と風の旅」（1996年9月号 - 1997年1月号）全5回
- 転生輪廻ヒストリー「運命のふたり」（1996年9月号 - 1997年2月号）全6回
- 転生輪廻ヒストリー「運命の選択」（1997年3月号 - ）
- リバティ版「社会の読み方」（1996年10月号 - ）
- 「ヘルメス愛は風の如く」の世界（1997年2月号 - ）
- 「オウムを育てた講談社」サリン事件のもう一つの犯人（1997年5月号 - 7月号）
- 水澤有一の 音楽日記（1997年5月号 - 1998年1月号）全9回
- 「時間活用必勝塾」（1997年12月号 - 1998年5月号）全6回
- シリーズ「本当の自立」私の場合（1997年12月号 - 1998年5月号）全6回
- シリーズ教育再生への道「どうすれば子供たちを救えるか？」（1998年1月号 - ）
- シリーズ「心を癒す」コンプレックス克服講座（1998年1月号 - ）医師 稲熊敏広
- 法律相談Q&A 弁護士 松井妙子の「人生トラブルは、おまかせ!」（1998年1月号 - ）
- 新・過去世物語「生まれ変わりの人物伝」（1998年2月号 - ）
- 日本の教育を破壊する左翼官僚「寺脇研 批判」（1998年3月号 - ）
- シュンペーターなら、こうする!21世紀のイノベーション（1998年4月号 - 7月号）全4回
- 「愛を語る人々」人が紡ぎだす愛の素晴らしさ（1998年6月号 - ）
- トップアナリスト佐々木英信の「未来産業 黎明の時」（1998年6月号 - ）
- 癒しの現場から「私の臨床日記」精神科医 稲熊敏広（1998年6月号 - ）
- フェイバリット・スポット「心やすまる場所を求めて」（1998年7月号 - ）
- 緊急提言「高速道路をフリーウェイ（無料）にせよ」（1998年8月号 - ）
- シリーズ「妻が離婚を選ぶ時」（1998年9月号 - ）
- 『三国志曹操言行録 大乱の世を奔りぬけ！』 中島悟史（戦略研究家、日本経営倫理学会会員）
- 経済データの正しい読み方 (2010年5月号まで全7回)  三橋貴明（経済評論家、ブロガー）
- 『art』（ - 2017年3月号） 佐々木秀憲（美術評論家）
- TREND DIGEST トレンド・ダイジェスト（創刊号 - ）
- 粟屋友美子の Let's take a Look!(なんでも見てみよう!)（1995年7月号 - 1996年）
- 水澤有一の Music Paradise(音楽極楽) （1995年8月号 - 1997年）
- 石野順子の ハートフル診療室 （1995年9月号 - 1996年5月号）
- よくわかるマルチメディア講座、東條保子（1996年1月号 - 5月号）

- 連載小説『時のエリュシオン』景山民夫（創刊号 - 1996年12月号）全20回
単行本化、幸福の科学出版、1997年3月30日発行 ISBN 4-87688-313-0 、ISBN 978-4876883134

### 連載マンガ
- マンガ『太陽の法』脚本：松本弘司、作画：橋本和典・福田充恵（創刊号 - 1999年7月号）
  - 特別編『ヘルメス 愛は風の如く』（1997年5月号掲載）
- マンガ『幸福になれない症候群 ビジネスマン編』 - 作画：橋本和典・脚本：ひらやまれいこ（1999年8月号 - 2000年7月号）未単行本化。

マンガ『文明の流転』（映画『太陽の法』公開記念企画） - 漫画：橋本和典・脚本：マンガ『文明の流転』シナリオプロジェクト（2000年8月号 - 2001年1月号）未単行本化。
- マンガ『黄金の法』（2001年2月号 - 2004年1月号）
- マンガ『永遠の法』（2004年3月号 - 2007年2月号）
- マンガ『ウォッチャー うるわしき光の惑星（ほし）』 - 橋本和典（未単行本化。事実上の打ち切り。）